# Be Happy (canção de Dixie D'Amelio)
"Be Happy" é o single de estreia lançado em 2020 pela celebridade americana de internet do TikTok Dixie D'Amelio. A letra trata com a saúde mental durante a pandemia de COVID-19. Ela primeiro lançou uma versão a cappella no TikTok. Ela trabalhou com o produtor Christian Medice em um estúdio virtual. A canção foi co-escrita por Medice, Sam DeRosa e Billy Mann. A música pop apresenta uma melodia otimista. Reuniu mais de 1 milhão de vídeos e 1 bilhão de visualizações no TikTok.

## Posicionamento em listas
| Listas (2020)                           | Melhor posição |
| --------------------------------------- | -------------- |
| Canadá (Canadian Hot 100)               | 56             |
| Escócia (Official Charts Company)       | 59             |
| Estados Unidos (Bubbling Under Hot 100) | 1              |
| Hot Singles da Nova Zelândia (RMNZ)     | 8              |
| Reino Unido (UK Singles Chart)          | 55             |